# Bouillé-Courdault
Bouillé-Courdault – miejscowość i gmina we Francji, w regionie Kraj Loary, w departamencie Wandea.
Według danych na rok 1990 gminę zamieszkiwało 418 osób, a gęstość zaludnienia wynosiła 43 osób/km² (wśród 1504 gmin Kraju Loary Bouillé-Courdault plasuje się na 894. miejscu pod względem liczby ludności, natomiast pod względem powierzchni na miejscu 1018.).